# 黃廷旦
黃廷旦，字碩甫，號思菴，泉州府南安縣美林西門人，明朝、南明政治人物。
他年少聰慧，長大後有文學名聲，成年後入縣學為生員。崇禎九年（1636年）考中舉人，曾任龍巖教諭，擢昇為良鄉知縣，任內分別伍籍，使民不苦，兵悉力軍輸至於毀財，民称其惠，南明時因功擢禮部祠祭主事，後來投降清朝，虛齡七十，在官修職。有清陳遷鶴撰寫之墓誌銘。